# 고등동 (성남시)
고등동(高登洞)은 대한민국 성남시 수정구의 법정동이다.

## 개요
고등동은 광주군 대왕면 고등리·상적리·둔전리등의 지역을 1971년 경기도 성남출장소로 편제시켰다가 1973년 7월 성남시에 편입되어 고등동이 관할하였고, 1975년 3월 성남시 대왕출장소에 편입되었으며, 1977년 6월 10일 3개 지역을 병합하여 행정동명을 고등동으로 사용하게 되었다. 1988년 7월 1일 대왕출장소가 폐지되었고 1989년 5월 1일 성남시 수정구 출범으로 여기에 편입되어 현재에 이르고 있다.
고등동 남서부에 성남고등공공주택지구 조성사업이 진행되고 있다.

## 법정동
- 고등동(高登洞)
- 상적동(上笛洞)
- 둔전동(屯田洞)

## 교육
- 왕남초등학교

## 주요 시설
- 대왕농협
- 서울공항
- 성남고등우체국
- 신구대학교 식물원